# Hidrazina
La hidrazina o diazà, també anomenada diazina, és un compost químic molecular amb dos àtoms de nitrogen enllaçats i cadascun d'ells també enllaçats a dos àtoms d'hidrogen. La seva fórmula molecular és {\displaystyle {\ce {N2H4}}}. A temperatura ambient és un líquid incolor amb olor amoniacal. La hidrazina és altament tòxica i perillosament inestable, llevat que es faci servir dissolta. Anualment se'n produeixen unes 260 000 tones. Es fa servir principalment com a agent escumant en la preparació de polímers escumosos. Altres usos rellevants són com a precursor per a catalitzadors de polimerització i de medicaments. A més a més, la hidrazina també s'usa en diversos coets de satèl·lits i naus espacials, i per a preparar els precursors del gas emprat en els airbags. La hidrazina s'usa en els cicles de vapor de centrals elèctriques nuclears i convencionals per a controlar les concentracions d'oxigen i reduir així la corrosió.

## Història

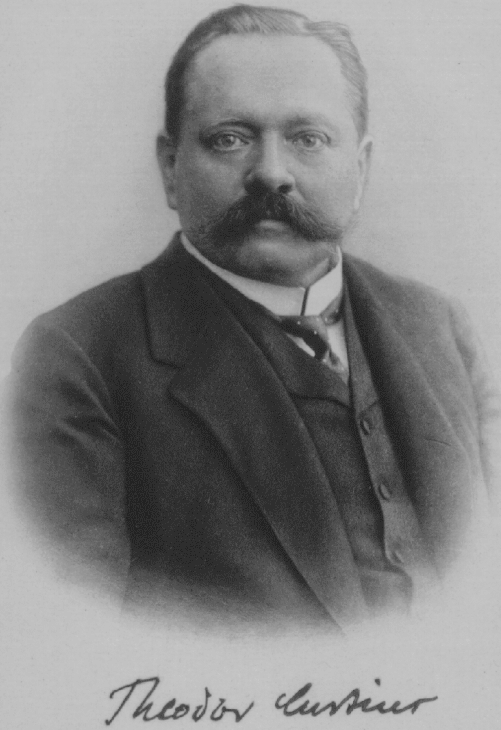
Julius Wilhelm Theodor Curtius

La hidrazina fou descoberta pel químic alemany Julius Wilhelm Theodor Curtius (1857–1928) de la Universitat d'Erlangen, que anuncià el descobriment el juny de 1887 al Berichte de la Societat Química de Berlín. Tanmateix, la hidrazina aïllada per Curtius no era pura, sinó l'hidrat {\displaystyle {\ce {N2H4*H2O}}}. El 1875 el químic alemany Hermann Emil Fischer (1852–1919) ja havia sintetitzat diferents sals i derivats de la hidrazina i havia proposat el nom «hidrazina» a partir de: «hidr-», d'hidrogen, «azo», del francès azoe, nitrogen, derivat del grec zōḗ 'vida' amb el prefix privatiu a-* , per tractar-se d'un gas no apte per a la vida animal, i del sufix «-ina», del llatí -inus, -ina, que significa 'substància procedent de', emprat durant el segle xix per anomenar substàncies naturals amb propietats alcalines. El 1894 el químic neerlandès Cornelis Adriaan Lobry de Bruyn (1857–1904) preparà per primera vegada hidrazina pura.
El 1907 el químic alemany Friedrich August Raschig (1863–1928) desenvolupà un procediment per a la síntesi industrial d'hidrazina fent servir hipoclorit de sodi (procés Raschig), que és el que encara s'empra actualment.

## Estructura molecular

Estructura de l'hidrazina.

La hidrazina es pot considerar l'anàleg del nitrogen del peròxid d'hidrogen {\displaystyle {\ce {H2O2}}}. La hidrazina conté un enllaç {\displaystyle {\ce {N-N}}} de 144,9 pm de longitud, i cada àtom de nitrogen forma dos enllaços {\displaystyle {\ce {N-H}}}, separats 120° i de longitud 102,1 pm. Cadascun dels àtoms de nitrogen tenen un parell d'electrons que no formen enllaços i que són els que caracteritzen les propietats químiques de la hidrazina. És una molècula endotèrmica, amb una entalpia de formació positiva (ΔfH° = +55,63 kJ/mol).

## Propietats

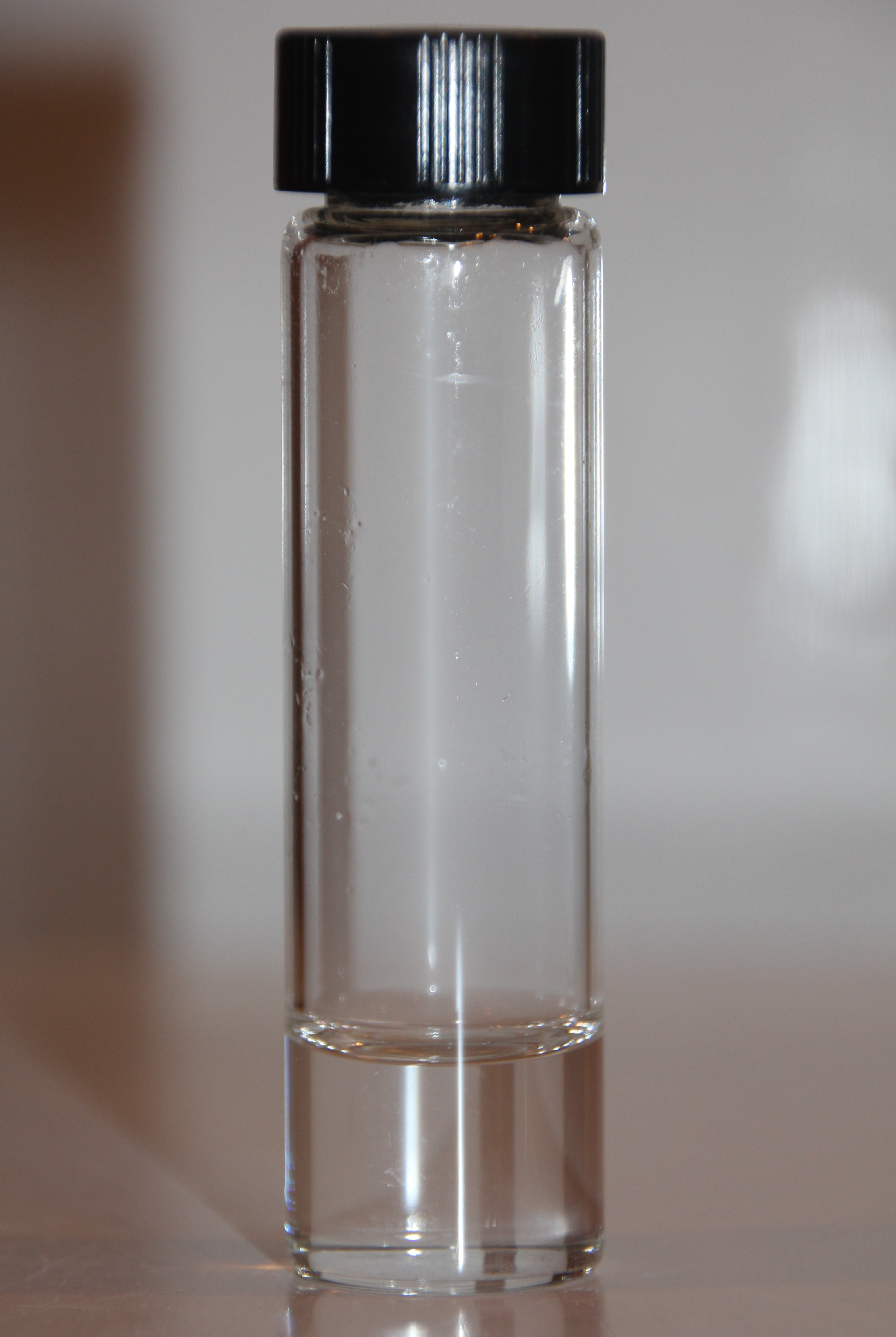
Mostra de l'hidrat d'hidrazina N2H4*H2O

### Propietats físiques
La hidrazina té unes propietats físiques similars a les de l'aigua, és un líquid incolor a temperatura ambient amb forta olor a amoníac. La seva densitat és 1,0036 g/cm³ a 25 °C, amb punt de fusió 1,54 °C i punt d'ebullició 114 °C. La seva pressió de vapor és de 14,4 mmHg a 25 °C. És molt soluble en aigua, en metanol, etanol i altres alcohols. Les seves molècules estan enllaçades per enllaços per pont d'hidrogen. Amb l'aigua forma un azeòtrop que bull a 120,5 °C amb una fracció molar de la hidrazina de 0,585.

### Propietats químiques

#### Descomposició
La hidrazina anhidra és un compost termodinàmicament inestable i tendeix a descompondre's a {\displaystyle {\ce {N2}}}, {\displaystyle {\ce {H2}}} i {\displaystyle {\ce {NH3}}}, de manera espontània, però no és significativa fins a temperatures superiors a 250 °C. Això també és cert en solucions aquoses i es veu millorat per la presència de metalls i òxids catalíticament actius, com ara {\displaystyle {\ce {Cu}}}, {\displaystyle {\ce {Zn}}}, {\displaystyle {\ce {Fe2O3}}}, etc. Les reaccions són:
{\displaystyle {\ce {3N2H4 -> N2 + 4 NH3}}}{\displaystyle {\ce {N2H4 -> N2 + 2 H2}}}{\displaystyle {\ce {N2H4 + H2 -> 2 NH3}}}

#### Propietats àcid-base
La hidrazina és una base feble (Kb = 8,5 × 10–7 a 25 °C) que reacciona amb l'aigua segons l'equació:
{\displaystyle {\ce {N2H4 + H2O -> N2H5+ + OH-}}}
Els àcids carboxílics són neutralitzats per la hidrazina per formar sals que es descomponen en escalfar-se per donar mono- o diacilhidrazides. Les sals d'hidrazina dels àcids oxidants, com l'àcid nítric {\displaystyle {\ce {HNO3}}}o l'àcid perclòric {\displaystyle {\ce {HClO4}}}, són sensibles al xoc i es descomponen violentament.

#### Propietats redox

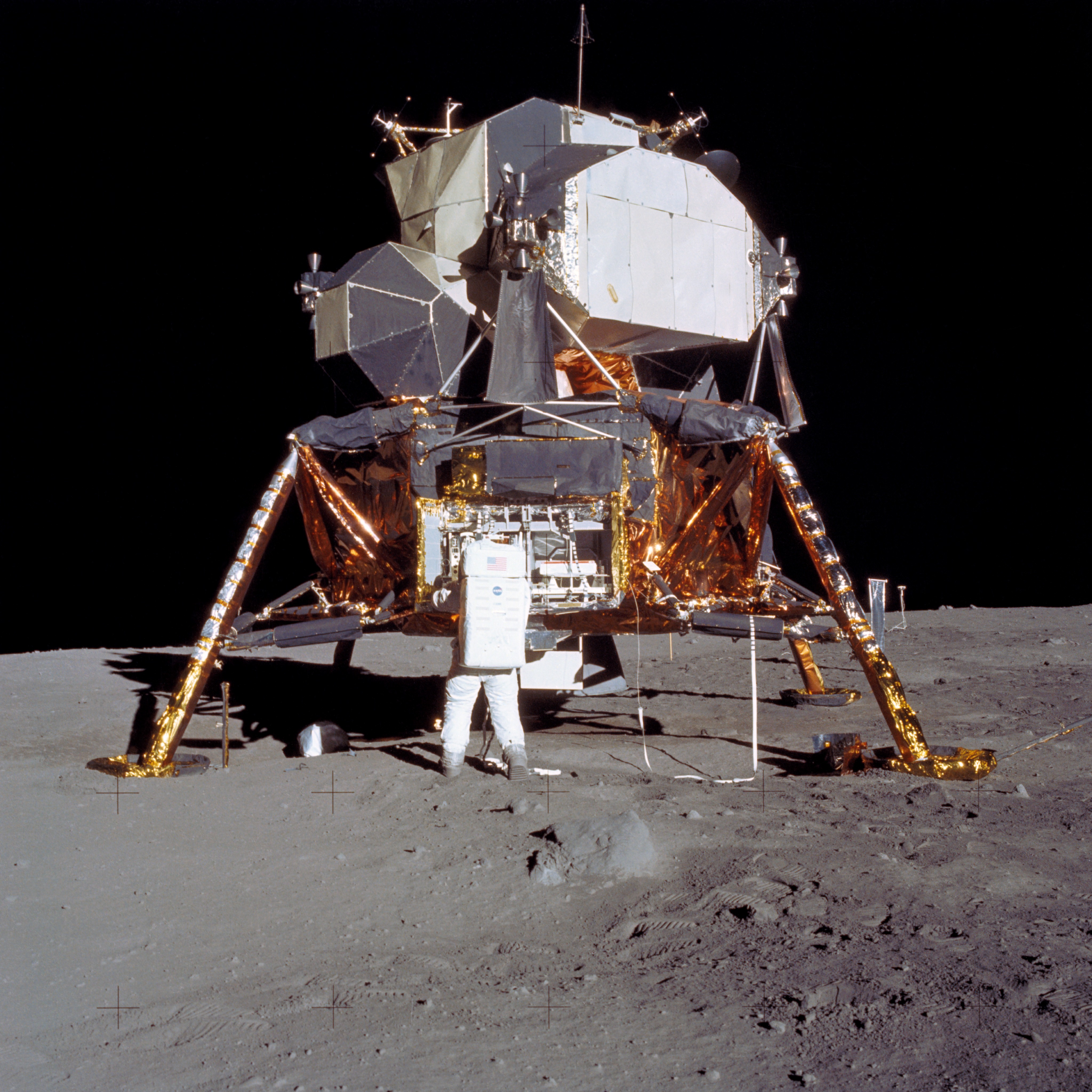
Els mòduls lunars Apollo empraren tetraòxid de dinitrogen i una mescla d'hidrazina i 1,1-dimetilhidrazina. En la foto el de l'Apollo 11.

Els potencial de reducció estàndard en medi bàsic i en medi àcid valen 1,16 V i 0,23 V, respectivament. Per tant, és un agent reductor més potent en medi bàsic que en medi àcid. Les semireaccions són:
{\displaystyle {\ce {N2H4 + 4 OH- -> N2 + 4 H2O + 4 e^-}}}{\displaystyle {\ce {N2H5+ -> N2 + 5 H^+ + 4 e^{-}}}}
Pel fet de ser un potent agent reductor és un combustible atractiu per a la reacció amb oxidants com peròxid d'hidrogen {\displaystyle {\ce {H2O2}}}, oxigen {\displaystyle {\ce {O2}}}, àcid nítric {\displaystyle {\ce {HNO3}}} i tetraòxid de dinitrogen {\displaystyle {\ce {N2O4}}}. Les reaccions són molt exotèrmiques, com ara amb l'oxigen que té una entalpia de reacció de –621 kJ/mol:
{\displaystyle {\ce {N2H4 + O2 -> N2 + 2 H2O}}}
S'han emprat solucions aquoses d'hidrazina per reduir a l'estat metàl·lic diversos ions metàl·lics com ara el coure, l'argent, l'or i els metalls del grup del platí. També redueix els agents oxidants forts com ara permanganat, iodat, hipoiodat, iode, cerat i similars. Moltes d'aquestes reaccions s'han utilitzat per a la determinació quantitativa de la hidrazina, però les reaccions secundàries que desprenen amoníac i, en alguns casos, l'àcid hidrazoic {\displaystyle {\ce {HN3}}}poden presentar problemes.
En medi àcid, l'hidrazina redueix els halògens ({\displaystyle {\ce {X = F, Cl, Br, I}}}) per donar nitrogen i el corresponent halur d'hidrogen:
{\displaystyle {\ce {N2H4 + 2 X2 -> N2 + 4HX}}}

#### Reaccions orgàniques

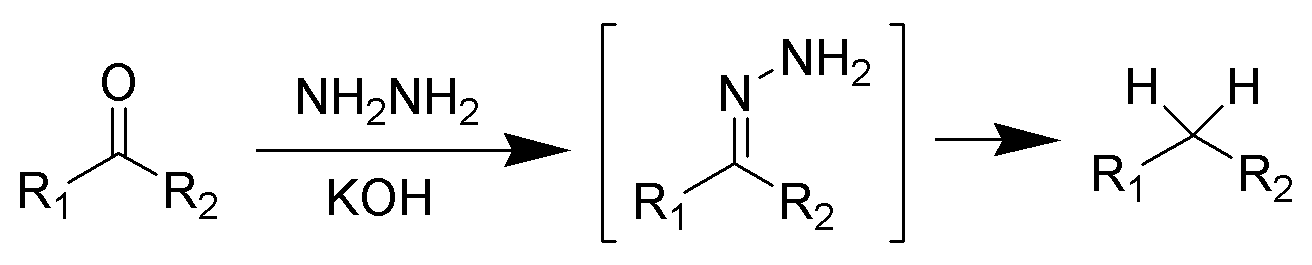
Reducció de Wolff–Kishner

En general, les reaccions de la hidrazina són similars a les de l'amoníac i les amines, excepte que com a diamina, es produeix una reacció posterior. Les cetones i aldehids són reduïts a hidrocarburs amb hidrazina, segons la reducció de Wolff–Kishner. En presència d'un catalitzador, com ara el Ni Raney, els grups nitro dels anells aromàtics es redueixen a grups amina. La reacció de la hidrazina amb peròxid d'hidrogen dona diimina, la qual s'empra per hidrogenar alquins a alquens cis.

## Obtenció

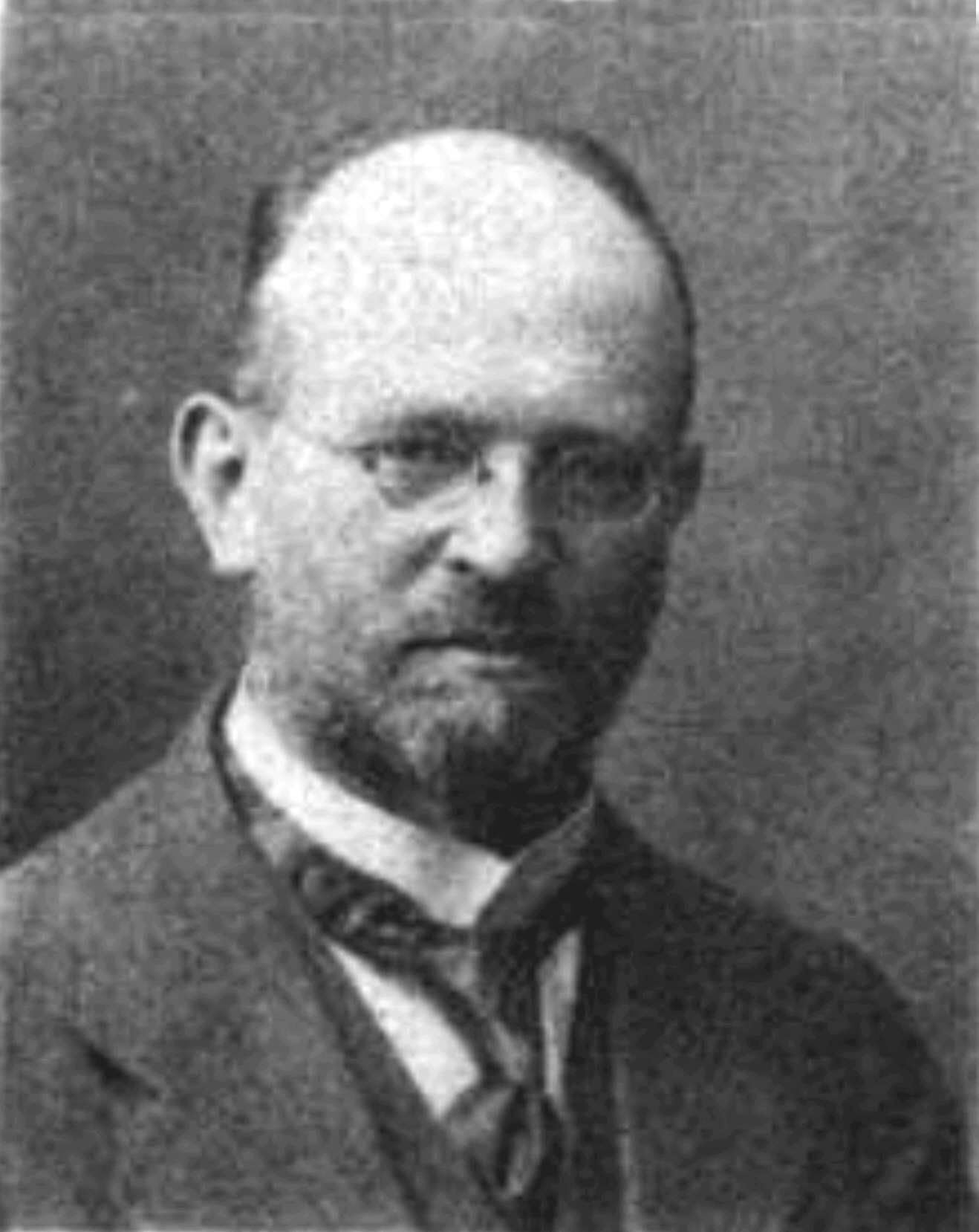
Friedrich August Raschig cap al 1910.

El procediment industrial que es fa servir per sintetitzar hidrazina és el procés Olin Raschig. Fou patentat per l'alemany Friedrich Rasching el 1906 i desenvolupat per l'empresa estatunidenca Olin Corporation. En aquest procediment es fa reaccionar amoníac amb hipoclorit de sodi i s'obté cloramina i hidròxid de sodi:
{\displaystyle {\ce {NaClO + NH3 -> NH2Cl + NaOH}}}
La cloramina es fa reaccionar posteriorment amb un excés d'amoníac i s'obté la hidrazina:
{\displaystyle {\ce {NH2Cl + NH3 + NaOH -> N2H4 + NaCl + H2O}}}
S'obté una dissolució amb una concentració del 2 % en hidrazina. Aquesta dissolució s'evapora per eliminar el clorur de sodi i després es destil·la a l'azeòtrop que conté un 58,5 % en mols d'hidrazina. Es pot aconseguir hidrazina anhidra destil·lant amb anilina.

## Aplicacions
S'ha calculat que el 2022 la producció mundial anual d'hidrat d'hidrazina serà de 202 405 t. El 2015, la Xina fou el pais amb una quota de producciómés elevada, quasi la meitat de la producció mundial (49,51 %). Europa i els Estats Units per separat van produir el 18,75 % i el 7,4 8% el 2015. La producció d'hidrat d'hidrazina al Japó fou del 7,26%.

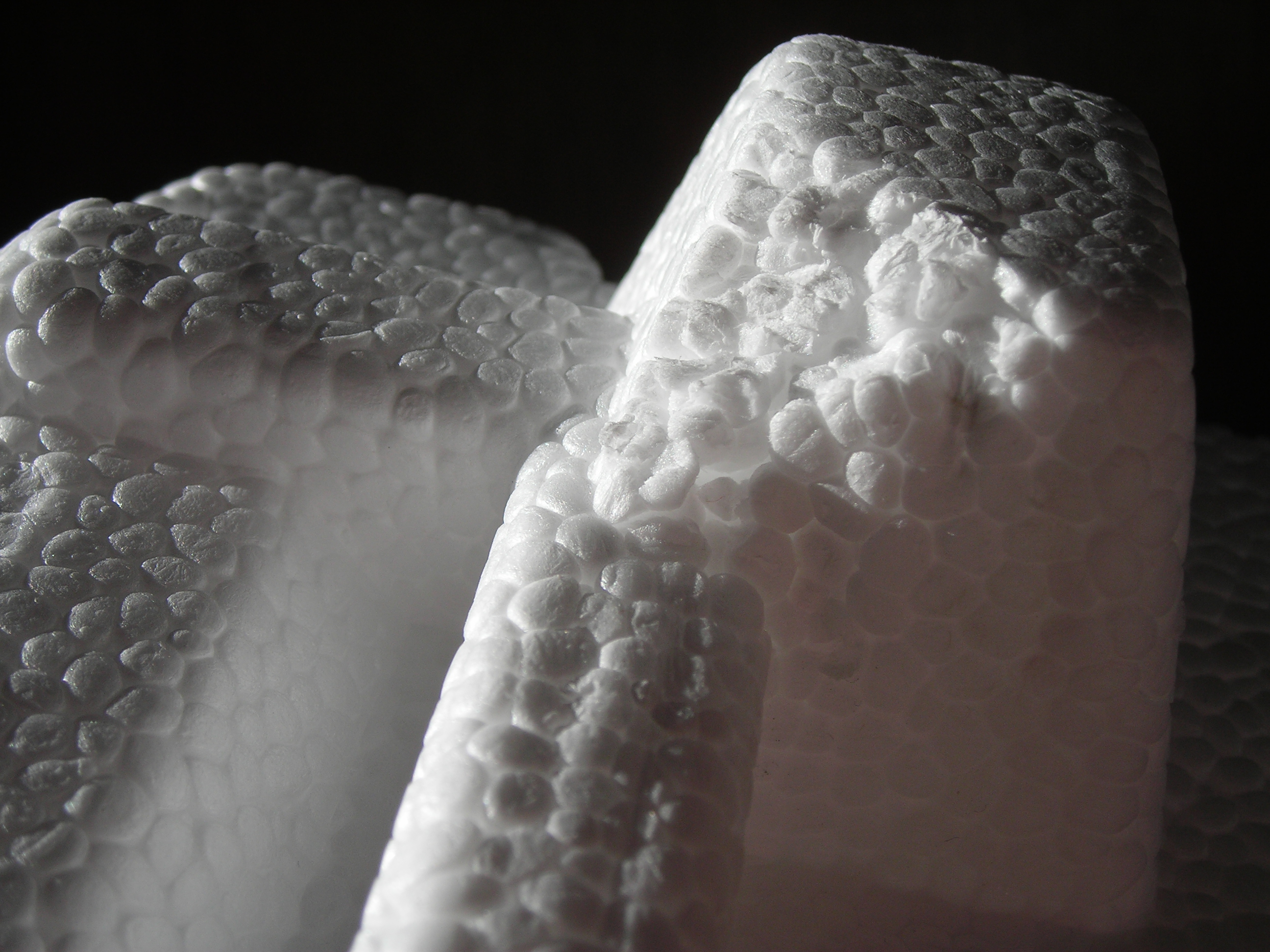
Poliestirè expandit.

La majoria de la hidrazina es ven com una solució aquosa. L'única sortida per a la hidrazina anhidra és com a combustible de coets o com a mono o bipropel·lent per satèl·lits i naus espacials. Al voltant del 80–90 % de la producció d'hidrazina és convertit en derivats orgànics. Tota la resta les aplicacions es basen en el seu ús com a reductor agent, com a compost ric en energia, o sobre la seva capacitat d'emmagatzematge d'hidrogen. Els usos més importants de la hidrazina i els seus derivats són com a iniciadors de polimerització i agents d'expansió per a plàstics escumats, i per a producció de pesticides. Altres usos inclouen: blocs de construcció sintètics, productes farmacèutics, propulsors i airbags per a cotxes.

### Agents d'escumat
Molts agents d'escumat a base d'hidrazina es produeixen industrialment. El consum d'hidrat d'hidrazina l'any 2015 per a aquesta aplicació fou del 76 % de la producció mundial. Tots són derivats hidrazo o azo; els segons s'obtenen per oxidació dels primers amb clor o peròxid d'hidrogen. Els agents infladors es descomponen en escalfar-se en nitrogen i mescles d'altres gasos, produint així una acció d'escuma en els polímers per formar porus o cèl·lules.

3-amino-1,2,4-triazol.

### Pesticides
Els pesticides basats en hidrazina representen la segona sortida rellevant per al consum d'hidrazina. La hidrazida maleica fou el primer plaguicida emprat. Es produeix per reacció de l'anhídrid maleic amb la hidrazina. El 3-amino-1,2,4-triazol, obtingut a partir de la cianamida, l'hidrat d'hidrazina i l'àcid fòrmic, és un altre herbicida d'ús general. Aquest compost s'utilitza com a herbicida selectiu en vinyes i horts; el consum és ara de diversos milers de tones anuals.

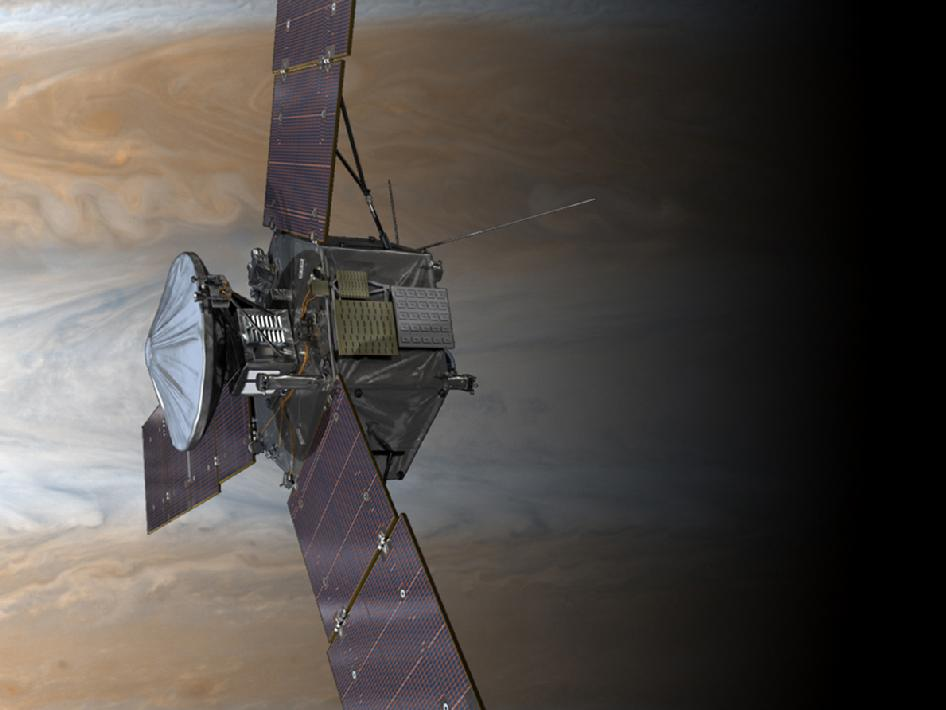
La sonda Juno emprà motors d'hidrazina i tetraòxid de dinitrogen.

### Propel·lents

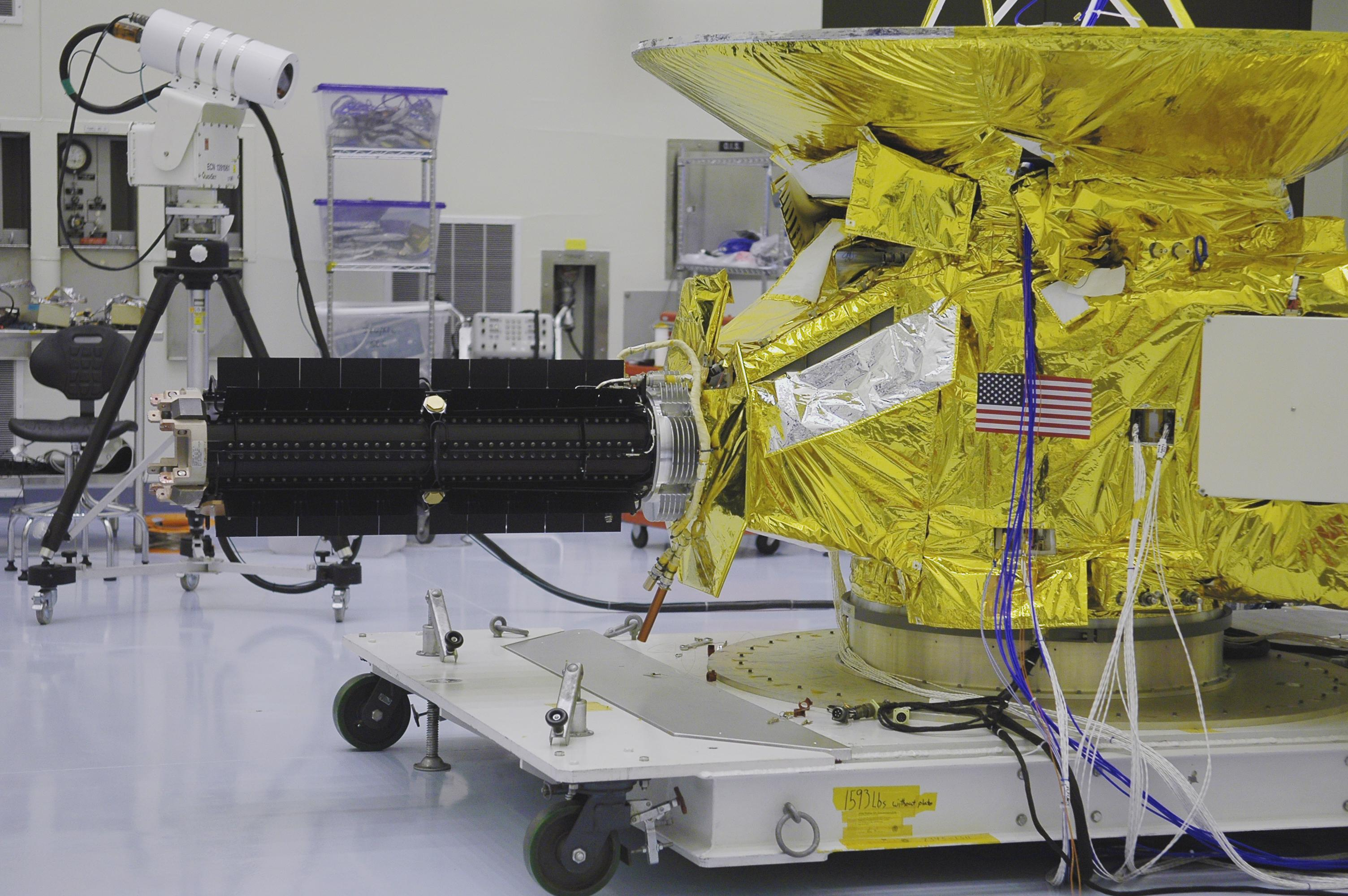
La sonda New Horizons empra la descomposició de la hidrazina per maniobrar.

El primer ús a gran escala de la hidrazina fou com a combustible de coets mitjançant la reacció amb oxidants com {\displaystyle {\ce {H2O2}}}, {\displaystyle {\ce {O2}}}, {\displaystyle {\ce {HNO3}}} i {\displaystyle {\ce {N2O4}}}. La hidrazina anhidra és un excel·lent propulsor; només l'hidrogen té un impuls específic més gran, és a dir, quilograms d'empenta desenvolupats per quilogram de combustible consumit per segon. Avui dia, alguns vehicles militars utilitzen hidrazina, però s'empra principalment en l'exploració extraterrestre. El Curiosity Rover, que explora Mart des del 2012, utilitzà hidrazina per aterrar al planeta vermell. I, el juliol d'aquest any, la sonda Juno de la missió New Frontiers de la NASA dugué a terme la seva inserció a l'òrbita de Júpiter alimentada per hidrazina i tetraòxid de dinitrogen. Les reaccions amb el peròxid d'hidrogen {\displaystyle {\ce {H2O2}}} i el tetraòxid de nitrogen {\displaystyle {\ce {N2O4}}} són:
{\displaystyle {\ce {N2H4 + 2 H2O2 -> N2 + 4 H2O}}}{\displaystyle {\ce {2 N2H4 + N2O4 -> 3 N2 + 4 H2O}}}
Els propulsors de coets que es fan ús actualment inclouen la hidrazina anhidra, la metilhidrazina i la 1,1-dimetilhidrazina o dimetilhidrazina asimètrica. S'empren principalment com a combustibles bipropulsants en els motors de coets com els Titan (emprats con a míssils balístics intercontinentals dels EUA i llançador espacial) o l'Ariane, el llançador espacial europeu de la ESA.

La hidrazina anhidra també es fa servir com a monopropel·lent per a satèl·lits i naus espacials, com ara els satèl·lits europeus Galileo, la sonda de la NASA New Horizons que viatjà fins a Plutó, o el telescopi espacial James Webb. Els monopropel·lents s'empren en motors petits que permeten orientar els satèl·lits, corregir les seves òrbites o realitzar maniobres de correcció de trajectòries i d'aproximació als seus objectius a les sondes espacials. En aquests motors s'empra la reacció de descomposició de la hidrazina. La hidrazina es descompon en una reacció complexa, accelerada per un catalitzador, per donar una barreja de gasos que conté amoníac, nitrogen i hidrogen, segons l'equació següent:

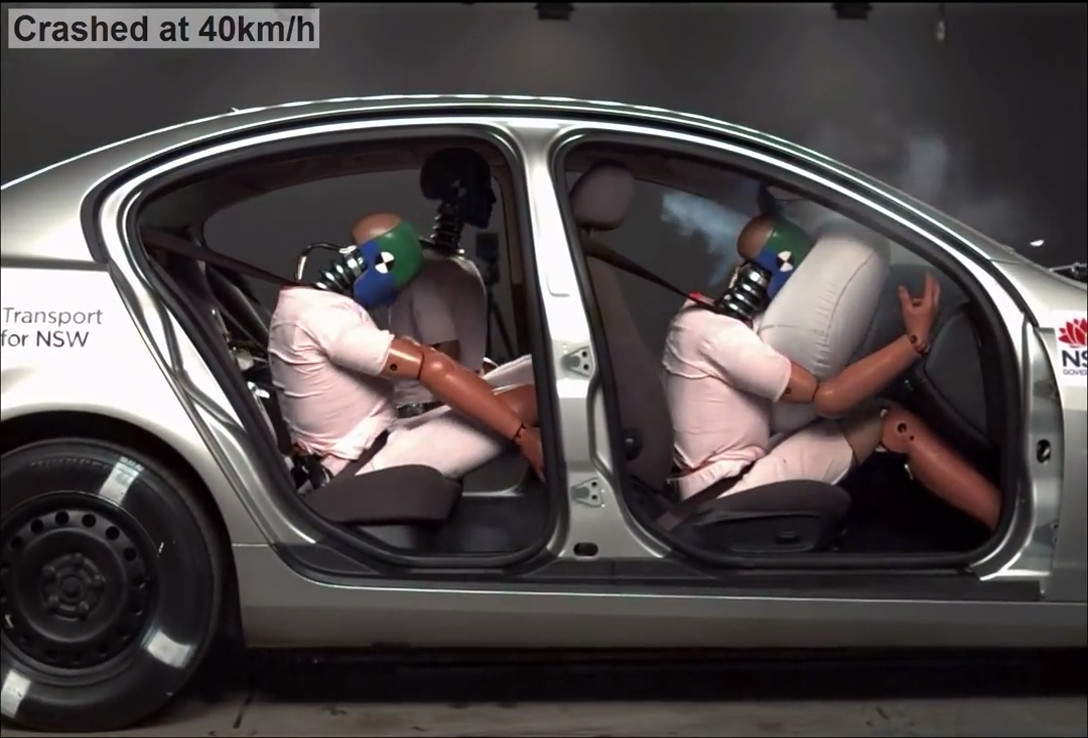
Proves de coixins de seguretat.

{\displaystyle {\ce {3 N2H4 -> 4(1-x) NH3 + (2x + 1) N2 + 6 x H2}}}

### Coixins de seguretat
L'azida de sodi {\displaystyle {\ce {NaN3}}} s'utilitza àmpliament com a precursor de gas en la tecnologia dels coixins de seguretat dels vehicles. Un dels processos industrials per a la seva fabricació parteix de la hidrazina i un nitrit d'alquil:{\displaystyle {\ce {N2H4 + C4H9ONO + NaOH -> NaN3 + C4H9OH + 2H2O}}}

### Fàrmacs

Síntesi de la isoniazida.

Tot i que només representa un petit percentatge de la producció total, el consum d'hidrazina per a l'obtenció de productes farmacèutics és molt important. Per exemple, la isoniazida, la hidrazida de l'àcid isonicotínic, s'usà per primera vegada a la dècada de 1950 contra la tuberculosi. Actualment es troba a la llista de medicaments essencials de l'Organització Mundial de la Salut.
A les dècades de 1980 i 1990 se sintetitzaren altres productes farmacèutics basats en la hidrazina, molts d'ells contenen el grup 1,2,4-triazol. Aquests composts s'han utilitzat com a antidepressius, antihipertensius i com a agents antibacterians o antifúngics. Més recentment, s'han estat desenvolupant nous productes farmacèutics que contenen el grup 4-amino-1,2,4-triazol i que mostren una millor eficiència.

## Toxicitat

Tòxic.
Mutagen.
Corrosiu.
Perillós pel mediambient.

La hidrazina és altament tòxica, fins i tot en solució diluïda, i s'ha de manejar amb cura. No es coneix cap antídot a la hidrazina; cal un tractament adequat basant-se en els símptomes observats. El simple contacte de la hidrazina amb la pell i els ulls s'ha d'evitar ja que, produeix irritació, dermatitis o al·lèrgia. La seva inhalació pot causar irritació o dany a la nas, gola i pulmons. La ingestió pot induir convulsions i depressió del sistema nervios central. L'exposició repetida a la hidrazina pot provocar danys als pulmons, el fetge i als ronyons.
La toxicitat aguda i crònica de la hidrazina i els seus derivats han estat examinats amb detall. Estudis a llarg termini amb animals de laboratori indiquen que la hidrazina és mutagènica i cancerígena; això, però, no s'ha demostrat per als humans. El valor llindar de seguretat ha estat fixat a 0,1 ppm (0,13 mg/mm³). L'olfactiu el límit de detecció està entre 3 i 5 ppm.
La hidracina té un efecte nociu sobre els bacteris, les algues i la fauna aquàtica; per tant, no es permet l'emissió d'aigües residuals que contenen hidrazina. Les aigües residuals i els vessaments que contenen hidrazina s'han de recollir, analitzar i tractar (per exemple, per oxidació amb hipoclorit de sodi o amb peròxid d'hidrogen). També s'ha d'examinar el contingut d'amoníac perquè la hidrazina també es pot descompondre en amoníac.